# Orlando Orfei

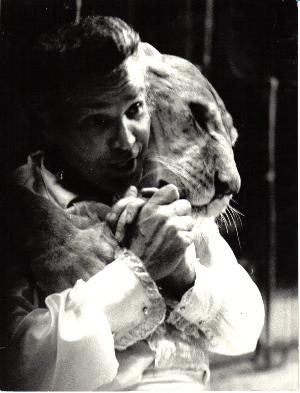
Orlando Orfei e a leoa Elza

Orlando Orfei (Riva del Garda, 8 de julho de 1920 — Duque de Caxias, 1 de agosto de 2015) foi um empresário circense, domador, pintor, escritor, dublê de cinema e ator italiano radicado no Brasil. Orlando foi o fundador do tradicional Circo Orlando Orfei.

## Biografia
A história dos Orfei teve início em 1822 quando o então seminarista Paulo Orfei conheceu uma jovem da família Massari no conservatório da cidade italiana de Ferrara. Os dois se apaixonaram e ele abandona a vida eclesiástica e decide pedir a mão da moça em casamento. Como a família se opõe, os dois fogem e se refugiam com ciganos que viajavam pela Itália.
Três anos depois, em 1825, nasceu o primeiro Circo Orfei. O jovem Orlando Orfei, neto de Paulo, estreia no picadeiro aos 6 anos como palhacinho dentro das calças do irmão palhaço, que a um certo momento do esquete o retirava como se estivesse grávido. Depois disso, dos 9 aos 15 anos foi malabarista – um dos números mais difíceis –, equilibrista, ciclista acrobático e mágico aos 18 anos, Em 1956 um domador alemão deixou a companhia e Orfei decidiu se tornar domador, o que o levou a ser considerado um dos melhores do mundo, por seu estilo descontraído de tratar os animais. 
Orlando Orfei foi responsável por inúmeras invenções do circo moderno: quando os circos eram obrigados a encerrar temporadas por causa do inverno rigoroso da Europa, Orfei inventa a calefação a diesel. Convence seu amigo Canobbio, hoje o mais famoso fabricante de lonas de circo do mundo, a construir a primeira lona de plástico, quando as lonas eram de algodão, impagáveis devido ao seu alto custo e com pouco tempo de vida. 
Enfrenta o irmão Paridi, seu sócio, ao idealizar o cartaz de 4 folhas e assim aumentar a eficácia dos cartazes de colagem urbana. 
O som central utilizando a concavidade do interior do circo, a propaganda aérea, as águas dançantes e principalmente seu modo inigualável de domar os animais. Orlando Orfei é domador, pintor, escritor, dublê de cinema e televisão, empresário, diretor circense e músico, apesar de não poder tocar mais já que teve um acidente com uma de suas leoas onde perdeu a articulação de um dos dedos das mãos. 
Na pintura, teve suas obras reconhecidas como herdeiras da arte alemã, por especialistas e, durante anos, teve suas telas expostas na Sala Antonina uma das mais importantes galerias de Roma, por indicação do cardeal Fanini, seu amigo do Vaticano. Foi internado no dia 16 de julho de 2015. No dia 1 de agosto de 2015, morreu aos 95 anos vítima de pneumonia.

## Condecorações
Orlando Orfei foi condecorado pelo Governo Italiano como Cavalheiro Oficial da República. No Rio de Janeiro, São Paulo e Goiânia é cidadão honorário. Recebeu o título de Cidadão Carioca pelo município do Rio de Janeiro e de Cidadão Iguaçuano pela Câmara Municipal de Nova Iguaçu. Foi recebido também pelos Papas Pio XII, Paulo XVI e João Paulo II. Mas foi o Papa João XXIII, que ao recebê-lo 5 vezes disse-lhe, - Orlando, o teu trabalho é um apostolado de paz, continua a levar ao mundo às famílias cristãs a alegria. Em 2010, recebe o titulo de Cidadão Iguaçuano, concedido pelo Câmara Municipal de Nova Iguaçu. Mas foi em 2012 que foi agraciado pela mais alta honraria do governo brasileiro, aos cidadãos que prestaram relevantes serviços à cultura brasileira. Ela recebe das mãos da presidente do Brasil, Dilma Rousseff, a Grã-Cruz do Mérito Cultural, em cerimônia realizada no Palácio do Planalto, dia 5 de novembro.
Em 1968 decide aventurar-se na América Latina e estreia em São Paulo na praça Princesa Isabel. Logo se apaixona pelo Brasil e decide ficar, deixando na Itália um legado inestimável de tradição e cultura circense, com seus parentes que seguem até hoje com o nome Orfei. 

### Tivoli Park da Lagoa
Em 1972, inaugurou o Tivoli Park da Lagoa, que levou alegria, a uma geração, durante duas décadas. O Tivoli Park encerrou suas atividades em 17 de dezembro de 1995.

### Turnê pela América Latina
Em 1985, sai do Rio de Janeiro, num navio cargueiro da Grimaldi e vai até Manaus. De Manaus a Boa Vista, o circo sobe o rio Solimões em barcaças, levando mais de 100 veículos e o avião de propaganda. Entra na Venezuela por terra. Depois, Colômbia, Equador, Peru, Bolívia, Chile, Argentina, Uruguai, Paraguai e retorna ao Brasil em 1990.
Em 2008, Orlando Orfei fez sua última apresentação antes de morrer em 2015.

## Documentário "Orlando Orfei, o homem do circo vivo"
No dia 24 de novembro de 2013, foi apresentado em avant-première o documentário "Orlando Orfei, o homem do circo vivo", o filme que mostra a trajetória do maior domador de feras que o mundo conheceu, comoveu a plateia, mostrando a importância de Orlando e da família Orfei para o circo mundial. O longa dá ao personagem um recorte surpreendente, mostrando um Orlando Orfei visionário e inovador na arte dos picadeiros. Produzido pela Camera2 do premiado diretor Sylas Andrade, o filme de 85 minutos está divido em duas partes: até 1968, quando Orfei veio ao Brasil, com o Festival Mundial do Circo e os 45 anos de permanência no Brasil. Os depoimentos de irmãos, filhos, sobrinhos e circenses que ainda mantém a tradição do circo vivo na Itália, emocionaram a todos os presentes. Apesar de Orfei ter voltado diversas vezes à terra natal durante estas quatro décadas, nota-se que laços que nunca serão quebrados.